# Leishmaniose der Meerschweinchen
Die Leishmaniose der Meerschweinchen ist eine durch Leishmania enriettii verursachte Parasitose bei Meerschweinchen. Sie wurde erstmals 1948 in einem Bestand in Brasilien beschrieben. Der Vektor ist unbekannt. Die Erkrankung tritt ausschließlich in Südamerika auf. Kurioserweise sind die in Brasilien einheimischen Wildmeerschweinchen nicht empfänglich obwohl die Krankheit dort endemisch ist.
Die Krankheit zeigt sich in Form geschwüriger Hautveränderungen, vor allem an den Füßen, der Nase, den Ohren und den Genitalien. Die Ausbreitung erfolgt vermutlich über das Blut. Bei experimenteller Injektion in die Haut lässt sich der Erreger auch in den regionären Lymphknoten und im Knochenmark nachweisen, dagegen nicht in der Milz. Die Diagnose erfolgt durch mikroskopische Untersuchung mittels Giemsa-gefärbter Hautgeschabsel.